# Peribrissus
Peribrissus is een geslacht van uitgestorven zee-egels uit de familie Prenasteridae.

## Soorten
- Peribrissus janiceae Holmes, 2011 †
- Peribrissus saheliensis Pomel, 1883 †
- Peribrissus sotgiai Giorgio, 1923 †